# Мартіна Фаваретто
Мартіна Фаваретто (15 листопада 2001 , Кампозамп'єро, Венето ) — італійська фехтувальниця на рапірах, срібна призерка Олімпійських ігор 2024 року, дворазова чемпіонка світу та Європи.

## Виступи на Олімпіадах
| Олімпіада  | Дисципліна           | Місце |
| ---------- | -------------------- | ----- |
| Париж 2024 | індивідуальна рапіра | 6     |
| Париж 2024 | командна рапіра      | 2     |